# Esad Plavi
Esad Muharemović (Tešanj, 22. veljače 1965.), umjetničkog imena Esad Plavi, bosanskohercegovački je pop-folk pjevač. Najpoznatije pjesme su mu "Šeherezada" i "Babo". Brat je blizanac pjevača Jasmina Muharemovića. Izdaje pod etiketom BN Music.

## Osobni život i karijera
Rođen u Tešnju. Muharemovićev život pogodila je očeva smrt. Pjevački talent Esada Muharemovića otkriven je na bratovom vjenčanju gdje je Esad pjevao. Prvi je ugovor potpisao 1989. godine i nakon godine dana izdao je svoj prvi album Ne kuni što si voljela.

## Diskografija
Diskografija albuma:
- Ne kuni što si volela (1990.)
- Reci srećo (1991.)
- Ima dana i kafana (1993.)
- Daš, ne daš (1994.)
- Preboljet ću ove noći (2000.)
- Esad Plavi (2003.)
- Mangup devojka (2014.)